# Teofil II (patriarcha Jerozolimy)
Teofil II – prawosławny patriarcha Jerozolimy w latach 1417–1424.